# 팔리아멘트 (담배)
팔리아멘트(Parliament)는 알트리아의 담배 제품명 중 하나다. 흡연중 필터에 침이 묻어서 담배가 빨리지 않는 현상을 방지하기 위해 고안된 공간필터가 특징이며 이것은 1930년대에 벤슨 앤 헤지스사에서 고안한 것이라고 알려져 있다. 국내에서는 1987년에 말보로, 필립모리스, 던힐 등과 함께 서울 올림픽에 대비하기 위한 수입개방으로 시판되었지만 그동안 낮은 판매율을 보이다가 최근 들어서 판매율이 높아지고 있는 추세다.

## 제품
2021년 현재 대한민국에는 다음 제품들이 판매되고 있다.
| 이름                  | 규격         | 비고 |
| --------------------- | ------------ | ---- |
| 팔리아멘트 Aqua5      | Kings (83mm) |      |
| 팔리아멘트 Aqua3      | Kings (83mm) |      |
| 팔리아멘트 원         | Kings        |      |
| 팔리아멘트 하이브리드 | Kings        |      |
| 팔리아멘트 트위스트   | Kings        |      |
| 팔리아멘트 스플래시   | Kings        |      |

하지만 영어 발음 기호에 따르면 위와 같은 발음은 잘못된 것이다.

## 같이 보기
- 담배
- 흡연